# Albert de Jérusalem
Pour les articles homonymes, voir Avogadro, Saint Albert et Albert.
Albert de Jérusalem, né Albert Avogadro vers 1150 à Castro di Gualtieri, dans le diocèse de Parme, aujourd'hui diocèse de Reggio d'Émilie-Guastalla en Émilie-Romagne (Italie), et mort assassiné le 14 septembre 1214 à Saint-Jean-d'Acre (Palestine), est un chanoine régulier, nommé évêque de Bobbio puis de Verceil avant d'être élu patriarche de Jérusalem en 1205. Il est surtout connu pour avoir donné une « règle de vie » aux ermites du mont Carmel (ordre du Carmel), appelée la règle de saint Albert.
Il est considéré comme saint par l'Église catholique. Liturgiquement il est commémoré le 14 septembre.

## Biographie

### Enfance et formation
Albert Avogadro est né vers le milieu du XIIe siècle à Castro di Gualtieri, entre Parme et Mantoue. Sa mère appartient à la famille des comtes de Sabbioneta et son père, du fait de ses fonctions de ministre des finances des comtes-évêques de Verceil, à lui aussi le « rang de comte ». Sa famille appartient au parti des guelfes, le parti anti-impérial qui cherche à contenir le pouvoir des empereurs en Italie. Peu d'éléments de son enfance sont connus. A 20 ans, il entre chez les chanoines réguliers de la Sainte Croix.
En 1180 il est élu prieur de la communauté de Mortara, et en 1184, il est nommé évêque de Bobbio. Avant même sa consécration épiscopale, il est transféré au siège de Verceil pour y être évêque, fonction qu'il assurera durant 20 ans.

### Évêque de Verceil
En tant qu'évêque de la ville, Albert a rang de « comte ». Il est dans ce cadre au service de l'empereur. Il doit donc prendre ses distances avec le parti des guelfes dans lequel sa famille est engagée. Il accompagne l'empereur lors de ses visites en Italie (sur les terres de l'empereur), et assiste au couronnement d'Henri, le fils de Frédéric Barberousse par le pape Célestin II, le 15 avril 1191. Etant bon diplomate, il réussit à maintenir un équilibre entre sa dépendance politique vis-à-vis de l'empereur, et religieuse avec le pape.
A Verceil, il se montre très actif, annonçant l'Évangile, réformant le clergé (décrets disciplinaires du synode diocésain de 1191), et encourageant l’éducation. Il ouvre une école cathédrale où trois maîtres du chapitre — théologien, écolâtre et copiste — enseignent gratuitement. Il construit plusieurs lieux de culte et, sur le plan temporel, se montre excellent gestionnaire de son diocèse.
Sa réputation fait qu’il est appelé à intervenir dans le domaine politique : il agit comme médiateur entre Clément III et Frédéric Barberousse. Le successeur de ce dernier fait de l’évêque Albert un prince d'Empire. Nouvelles missions de médiation entre les villes de Milan et Pavie en 1194, à la demande de Célestin III, et entre Parme et Plaisance, en 1199, à la demande d’Innocent III qui le charge plus tard de réconcilier les « humiliés » avec l’Église : il rédige pour eux une règle de vie (1201) qui sera approuvée par le pape.

### Patriarche de Jérusalem

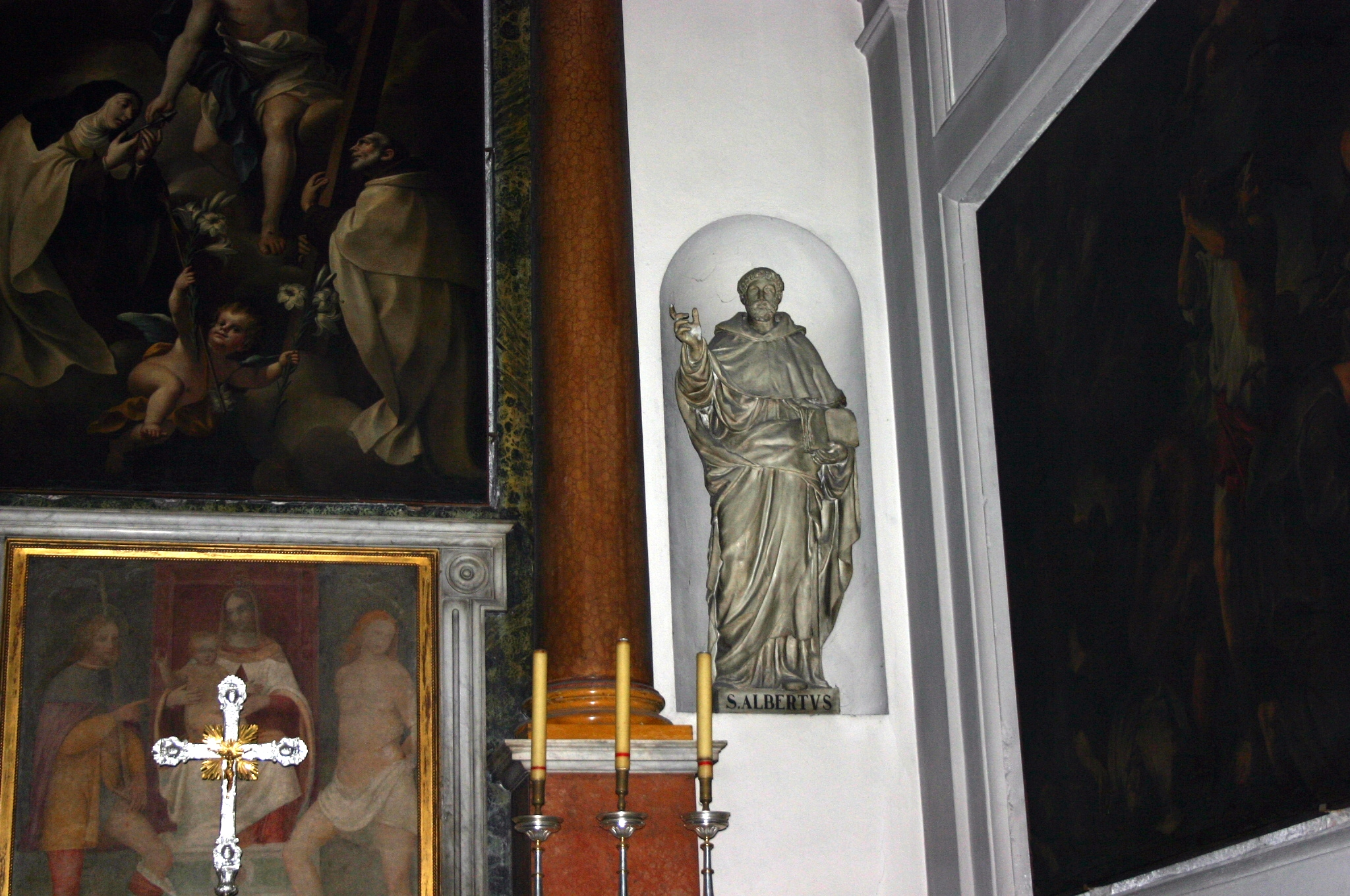
Statue de saint Albert de Jérusalem dans la chapelle des Carmélites de Santa Maria del Carmine à Milan

En 1204, les chanoines du Saint-Sépulcre, un groupe largement français et italien, le choisissent comme patriarche latin de Jérusalem. L’élection est ratifiée par Amaury de Lusignan, roi de Jérusalem et confirmée par Innocent III qui lui confère le pallium en 1205, et le nomme de plus légat pontifical en Terre sainte, ce qui l'autorise à recueillir des dons pour la croisade.
Le pape espère qu'il puisse intervenir auprès du sultan d'Égypte Al-Adel pour récupérer la ville sainte. En effet, le royaume franc de Jérusalem s'était effondré en 1187, à la suite de quoi 60 000 chrétiens avaient dû se réfugier à Saint-Jean-d'Acre pour se mettre sous la protection des Hospitaliers de l'ordre de Saint-Jean de Jérusalem, qui les protégeront des Maures jusqu'en 1292.
Arrivé en Terre sainte en 1206, Albert s’installe à Saint-Jean-d'Acre. Il lui est impossible de prendre possession de son siège patriarcal de Jérusalem, la ville étant aux mains des musulmans depuis 1187. Comme médiateur il a fort à faire pour maintenir la paix entre les chefs croisés… Il a également des contacts avec l’ennemi. Il négocie avec succès l’échange de prisonniers avec le sultan d’Égypte. Par contre ses légats envoyé auprès du sultan de Damas pour tenter de faire la paix en Terre Sainte (et récupérer Jérusalem) reviennent bredouilles.

### Saint Albert et le Carmel
En 1209, à la demande des ermites qui s'étaient installés au mont Carmel et représentés par Brocard, il compose pour eux une règle rigoureuse, imposant la pauvreté, la solitude et le régime végétarien. Cette règle le fait considérer comme le cofondateur de l'ordre du Carmel (carmes et carmélites) ; et ceux-ci lui donnent une place importante dans leur histoire. Dans un premier temps, l'appellation de l'ordre est celui de la Bienheureuse Vierge Marie du Mont Carmel. La règle, quant à elle, gardera son nom : la Règle de saint Albert. Pour celle-ci, il s'inspire de la Règle de saint Augustin qu'il avait pratiquée dans sa jeunesse, en accentuant le caractère fraternel de l'esprit carmélitain. Il insiste également sur le fait que les biens sont communs à tous, et qu'aucun frère ne doit avoir de biens en propre.

### Assassinat
En 1213 le pape Innocent III, qui a grande confiance en lui, l’invite à participer au concile convoqué à Rome pour 1215 en vue de discuter du problème de la croisade. Il n’y sera pas présent. En effet, le 14 septembre 1214, il est poignardé lors d'une procession religieuse dans les rues de Saint-Jean-d'Acre, par le maître de l’hôpital du Saint-Esprit, un chevalier de Saint-Jean originaire d'Ivrée au Piémont. Le patriarche Albert l’avait déposé pour cause d’indignité.

## Mémoire posthume

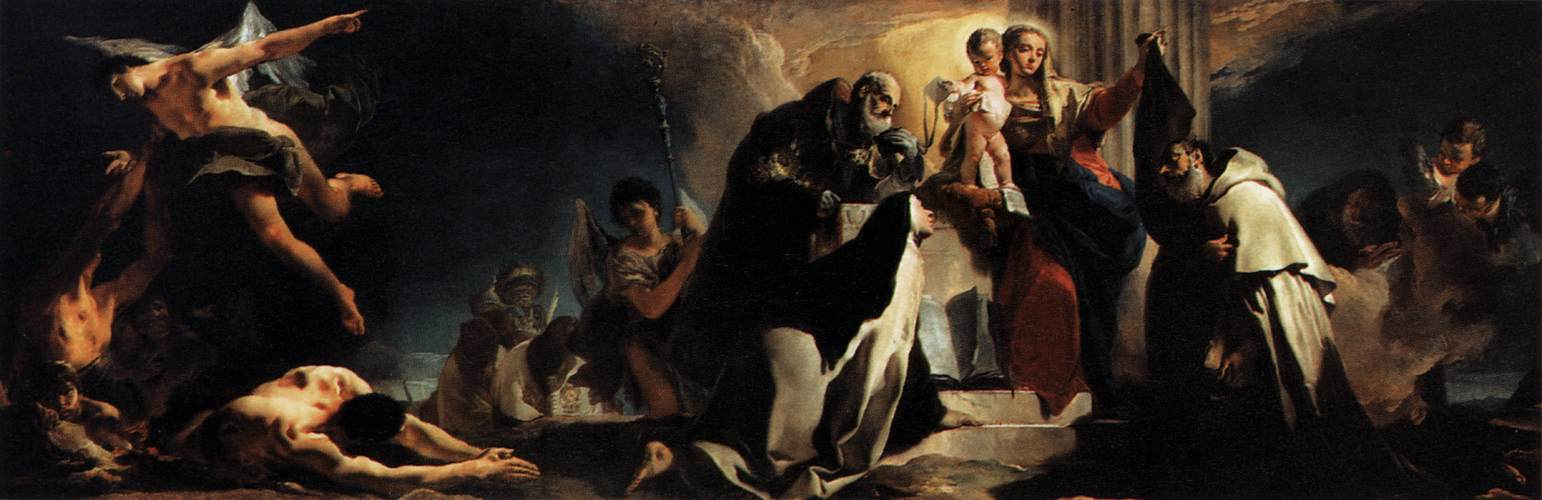
Notre-Dame du Mont-Carmel avec Saint Simon Stock
Sainte Thérèse d'Avila, Saint Albert de Verceil
le prophète Élie et les âmes au purgatoire
Giambattista Tiepolo, 1745
Pinacothèque de Brera, Milan

Les carmes gardent son souvenir depuis le 8 avril 1504. Plus tard sa fête est reprise dans le calendrier de 1609. Aujourd’hui la commémoration liturgique de saint Albert de Jérusalem se fait le 14 septembre dans l'Église, mais le 17 septembre avec rang de fête dans l'ordre du Carmel.